# Leptoiulus discophorus
Leptoiulus discophorus är en mångfotingart som först beskrevs av Carl Graf Attems 1927.  Leptoiulus discophorus ingår i släktet Leptoiulus och familjen kejsardubbelfotingar. Inga underarter finns listade i Catalogue of Life.